# UボートUC型
UボートUC型はドイツ海軍の沿岸型機雷敷設用潜水艦(Uボート)の艦級。UCI、UCII、UCIIIの3つの艦級に細分化される。

## 概要
UCI型は一番艦の就役が1915年4月23日に行われ、翌年までに15隻が就役したが、14隻が戦没している。この級は機雷を敷設することに特化されており、機銃はあるが魚雷も砲も持っておらず、敵に出くわした場合は逃げるより他に術がなかった。
UCII型はUCI型の弱点に改良を加えたものである。この艦級は魚雷発射管を3つと8.8cm砲を装備していたが、そのために艦は巨大化せざるを得なかった。しかし、通商破壊をする能力を得たともいえ、この艦級の船は商船を何隻か撃沈している。UCII型は1916年から翌年にかけて64隻が就役、43隻が戦没した。
UCIII型は建造は25隻であるが、ほとんどが終戦直前に完成したため戦果を残せないまま連合国に降伏することとなった。

## 諸元(UC1型)
- 全長：34.0m
- 全幅：3.2m
- 排水量：水上168ｔ、水中183ｔ
- 最大速度：水上6kt、水中5kt

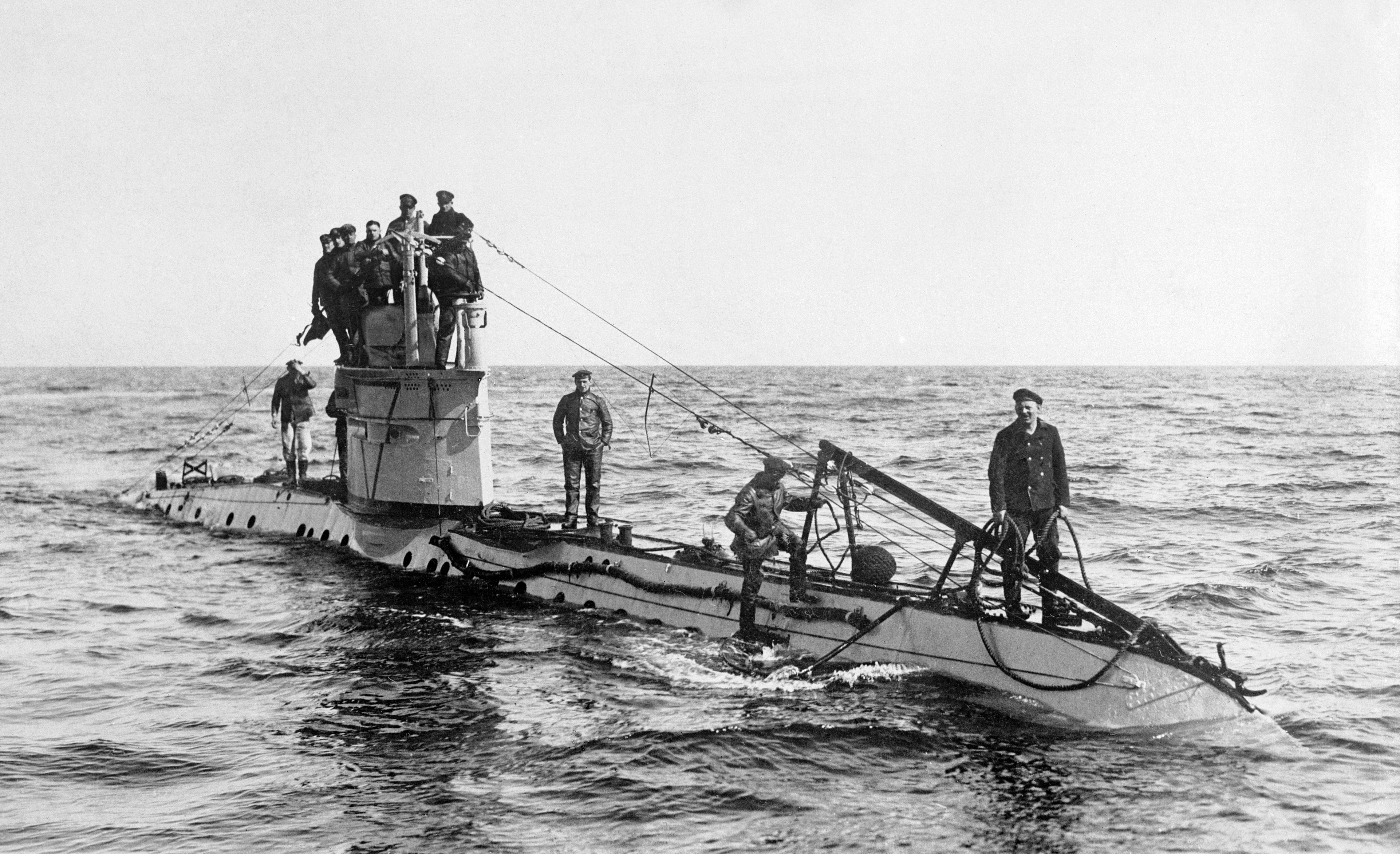
UCI型

- 水中航続距離：92.5km(50海里)/4kt
- 水上航続距離：1,390km(750海里)/5kt
- 兵装：機雷敷設筒×6、機雷×12、機銃
- 乗組員：16人